# Salem Al Yafeai
Salem Al Yafeai (* 8. August 1994 in al-Ain) ist ein Eishockeyspieler aus den Vereinigten Arabischen Emiraten. Er spielt seit 2013 bei den al-’Ain Theebs aus der Emirates Ice Hockey League.

## Karriere
Auf Vereinsebene tritt Al Yafeai für die al-’Ain Theebs aus der Emirates Ice Hockey League an, die er mit dem Klub 2020 und 2022 gewinnen konnte.

### International
Im Juniorenbereich vertrat Al Yafeai sein Heimatland beim IIHF U18 Challenge Cup of Asia 2012, als die Mannschaft die Silbermedaille gewann sowie bei der U20-Weltmeisterschaft der Division III, als die Mannschaft außer Konkurrenz teilnahm.
Im Erwachsenenbereich nahm er für die Eishockeynationalmannschaft der Vereinigten Arabischen Emirate an den Weltmeisterschaften der Division III 2015, 2017 und 2022, als erstmals der Aufstieg in die Division II gelang, sowie den Qualifikationen für die Weltmeisterschaften der Division III 2018 und 2019, als er die beste Plus/Minus-Bilanz des Turniers erreichte, teil. Darüber hinaus stand er im Aufgebot seines Landes bei den Winter-Asienspielen 2017 sowie in den Jahren 2015, als die Silbermedaille gewonnen wurde, und 2017, als der Titel gewonnen wurde, beim IIHF Challenge Cup of Asia. Zudem vertrat er sein Heimatland bei der Olympiaqualifikation für die Winterspiele in Peking 2022.

## Erfolge und Auszeichnungen
- 2020 Meister der Vereinigten Arabischen Emirate mit den al-’Ain Theebs
- 2022 Meister der Vereinigten Arabischen Emirate mit den al-’Ain Theebs

### International
| - 2012 Silbermedaille beim IIHF U18 Challenge Cup of Asia - 2015 Silbermedaille beim IIHF Challenge Cup of Asia - 2017 Goldmedaille beim IIHF Challenge Cup of Asia | - 2019 Qualifikation für die Division III bei der Qualifikation zur Weltmeisterschaft der Division III - 2022 Aufstieg in die Division II, Gruppe B, bei der Weltmeisterschaft der Division III, Gruppe A |